# Radi Suudi
Radi Suudi (Hilversum, 1957) is een Palestijns-Nederlands (voormalig) journalist/presentator, politicoloog, omroepvoorzitter en consultant.

## Biografie
Suudi werd geboren als zoon van een Nederlandse moeder en een Palestijnse vader, Musa Suudi-el Alami. Deze laatste kwam uit Jeruzalem, werkte vanaf 1946 in Londen als nieuwslezer was bij de BBC World Service en later bij de in Hilversum gevestigde Radio Nederland Wereldomroep. Vanaf 1962 tot zijn pensionering in 1985 doceerde Radi's vader Arabisch aan de Universiteit van Amsterdam.
Suudi groeide op in Nederland en behaalde zijn masters in de politieke wetenschappen aan de Universiteit van Amsterdam. Hij was in 1982 een van de oprichters van de Stichting Joods-Palestijnse Dialoog. Deze stichting organiseerde bijeenkomsten waarbij Israëli's en Palestijnen met elkaar in contact werden gebracht om zodoende kennis te maken met elkaars denkbeelden en gevoelens. Rond 1990 was hij enkele keren als Palestijns politicoloog te gast in het tv-programma Het Capitool. Ook in de jaren daarna bleef Suudi een veelgevraagde commentator bij kwesties rond het Israëlisch-Palestijnse conflict.
In 1992 werd Suudi coördinator op het landelijk bureau van de Landelijke Samenwerking Organisaties Buitenlandse Arbeiders (LSOBA). Vanuit LSOBA was hij twee jaar later nauw betrokken bij de herstructurering van de landelijke minderhedenorganisaties wat resulteerde in FORUM, het Instituut voor Multiculturele Ontwikkeling. In de periode 1995 tot 1999 gaf hij binnen FORUM leiding aan de afdelingen Informatie & Communicatie en Publiciteit & Onderzoek en daarnaast was hij  lid van het managementteam. In 1999 verliet Suudi FORUM en werd hij mededirecteur en vennoot van Jaffar Consultancy, een bedrijf dat vooral advies en trainingen geeft op het gebied van diversiteitsmanagement en interculturele communicatie. 
Als freelancer presenteerde Suudi in 2004 en 2005 voor de Nederlandse Moslimomroep (NMO) het interviewprogramma De Dialoog dat te zien was op Nederland 2. Voor dat programma interviewde hij met name politici en opiniemakers zoals Nebahat Albayrak,  Frits Bolkestein, Filip Dewinter, Cisca Dresselhuys, Pim Fortuyn, Theo van Gogh en Rita Verdonk. Daarnaast presenteerde hij tussen 2004 en 2008 op Radio 5 het wekelijks live NMO-radioprogramma Verkenningen. Verder schreef hij in 2002 en 2003 regelmatig in Vrij Nederland en wordt hij nog weleens gevraagd als spreker of voorzitter bij forums.
In 2007 werd bekend dat hij samen met Frank William, voormalig directeur bij NMO, de nieuwe omroep Zenit heeft opgericht waarvan Suudi voorzitter is. Deze omroep stelt zich als doel de nieuwe multiculturele Nederlandse samenleving op alle manieren in haar programma's zichtbaar te maken en het debat over islam en Nederlandse moslims te voeren op een minder eenzijdige manier dan volgens de initiatiefnemers gebruikelijk is. Om in 2010 te kunnen gaan uitzenden moesten ze voor 1 april 2009 minstens 50.000 leden hebben om de status van aspirant-omroep te krijgen. Hoeveel leden ze op die datum hadden is niet bekendgemaakt, maar het waren er onvoldoende. Later werd hij voorzitter van Moslim Omroep Nederland die het gat wilde gaan opvullen dat de 2.42 omroepen NMO/NIO tussen 2010 en 2015 bij de NPO achterlieten.

## Politiek
Suudi is ook politiek actief geweest. In 1993 schreef hij samen met Will Tinnemans voor GroenLinks een discussienota over het migrantenbeleid (zie bibliografie). Bij de Tweede Kamerverkiezingen van 1994 stond hij op de kieslijst van die partij. Bij de Europese Parlementsverkiezingen in 1999 stond hij voor GroenLinks als lijstduwer bijna onderaan op de kandidatenlijst. Zoals verwacht werd hij niet verkozen al ging zijn partij bij die verkiezing wel van 1 naar 4 zetels.

## Persoonlijk
De laatste jaren heeft Suudi samen met zijn partner Leila Jaffar veel trainings- en advieswerk gedaan voor het Ministerie van Justitie en Veiligheid. Zo schreef Suudi samen met de Hogeschool Utrecht in 2015 een gespreksmethodiek Werken in Gedwongen Kader voor medewerkers van Justitie. Daarnaast schreef Suudi samen met Leila Jaffar de laatste jaren enkele artikelen over interculturele mediation.
In 2013 regisseerde en produceerde Suudi voor de MO/NTR televisie de documentaire-serie "De Groene Lijn". Deze serie is in het najaar van 2013 uitgezonden op NPO 2 en bestaat uit vier afleveringen van 50 minuten ieder die zijn opgenomen in Jeruzalem, Beiroet, Tunis en Istanbul. Zie externe links hieronder.